# Zhang Zhixin
Zhang Zhixin (xinès simplificat: 张志新; xinès tradicional: 張志新; pinyin: Zhāng Zhìxīn) (Tianjin, 5 desembre de 1930 - 4 d'abril de 1975) fou una dissident xinesa.
Zhang tenia sis germans. Va estudiar a l'Escola de Magisteri de Hebei. I durant la guerra de Corea va formar part de l'exèrcit de voluntaris. La van seleccionar per ingressar a l'Escola de Quadres. Va aprendre la llengua russa. En acabar els seus estudis va treballar de bibliotecària.
El 1955 es va casar amb Zeng Zhen (amb el qual van tenir dos fills: la Lin Lin i el Tong Tong) i es va afiliar al partit comunista. Dos anys més tard, la parella es va traslladar a Shenyang (província de Liaoning).
A inicis de la Revolució Cultural va treballar en tasques agrícoles i es va dedicar a l'estudi del maoisme. Decebuda pel Gran Salt Endavant va simpatitzar amb la línia defensada per Peng Dehuai i Liu Shaoqi que serien sotmesos a una purga per ordre de Mao. Va criticar l'esquerranisme de Lin Biao i la política de Jiang Qing que atacava els intel·lectuals i artistes xinesos que eren acusats de tenir una ideologia burgesa. Les autoritats van voler acabar amb aquestes crítiques, especialment el nebot de Mao, radical esquerranista.
Empresonada durant 6 anys (de 1969 al 1975) acusada de contra-revolucionària, va ser torturada en negar-se a retractar-se, i, finalment, decapitada.
Els terribles moments finals de la seva vida - per tal d'evitar que parlés abans de l'execució - que descriuen Jung Chang i Jon Hallidayen a Mao. La historia desconocida no concorden en el que han escrit altres autors sobre la dissident Zhang.